# Khutorok
Khutorok (en rus: Хуторок) és un poble de la República Autònoma de Crimea a Ucraïna, que el 2014 tenia 193 habitants. Pertany al districte rural de Saki. Fins al 1948 la vila es deia Adjí-Baitxí.